# Предписывающие знаки

Применение вариантов предписывающих знаков в мире:
и
(ранее)
не использует
нет данных

Предписывающие знаки — дорожные знаки, указывающие на порядок или особенности движения на определённом участке дороги. Введены согласно разделу D приложения 1 к Венской конвенции о дорожных знаках и сигналах.
Поскольку конвенция прямо указывает на то, что государства вправе разрабатывать иные  знаки (разметку), перечень знаков, обозначенных на национальном уровне как "предписывающие" может отличаться. Участники конвенции не обязаны применять все знаки, установленные документом, а могут ограничиться «необходимым минимумом».

## Общая характеристика

### Знаки, обязательные для всех транспортных средств
Данная группа знаков не устанавливает конкретного участника дорожного движения, на которого распространяется его действие. В частности, это знаки «обязательный объезд препятствия», используемые при ремонте либо на островках безопасности, и знаки «обязательный круговой перекресток», которые применяются на круговых перекрестках, а также знак «обязательная минимальная скорость».

### Знаки, указывающие на участников дорожного движения
Некоторые знаки могут использоваться для выделения определённых зон определённым участникам движения. В Конвенции указаны пешеходные, велосипедные дорожки и дорожки для верховой езды. Велосипедисты, пешеходы и наездники в зоне действия соответствующих знаков должны использовать данный участок дороги.
К ним же возможно отнести знаки о применении цепей противоскольжения и использовании ремня безопасности, поскольку не каждый участник движения (пешеход, велосипедист) имеет такую возможность, а также знак «обязательное направление для транспортных средств, перевозящих опасные грузы», используемый для направления транспортных средств, перевозящих взрывчатые вещества или ядовитые химикаты, от потенциально опасных зон.

## Дизайн
Конвенция устанавливает общие требования к оформлению: форма — только круглая (с исключением); фон — синий, рисунки — белые (тип А) либо белый фон, чёрные рисунки, а сам знак в красной окантовке (тип Б). Документ содержит примеры оформления знаков.
В странах, не присоединившихся к конвенции используются схожие по рисункам и смыслу знаки, однако их оформление отличается (Канада, Аргентина).
| Тип A     |  |  |  |  |            |            |                  |                  |
| Тип Б     |  |  |  |  |            |            |                  | Не предусмотрено |
| Канада    |  |  |  |  |            |            | Не предусмотрено | Нет данных       |
| Аргентина |  |  |  |  | Нет данных | Нет данных |                  | Нет данных       |